# Quercus mohriana
Quercus mohriana — вид рослин з родини букових (Fagaceae), поширений у Мексиці й США.

## Опис
Це невелике дерево, що досягає висоти приблизно шести метрів; часто кореневищний, кущистий. Кора сіра, тонка. Гілочки запушені, сіруваті. Листки шкірясті, від довгастих до еліптичних, 2.5–7.5 × 1.2–3.5 см; верхівка і основа округлі (іноді верхівка гостра, іноді основа серцеподібна); край цілий або зубчастий, часто хвилястий; верх темно блискучий сіро-зелений, з дрібними, негустими, багатопроменевими волосками; низ блідо-тьмяно-сірий, густо-вовнистий; ніжка листка запушена, завдовжки 2–5 мм. Чоловічі суцвіття злегка волохаті, завдовжки 2–3 см; жіночі суцвіття 0.2–0.8 см завдовжки, 1–3-квіткові. Жолуді поодинокі або 2–3 разом на короткій ніжці (до 1 см); чашечка вкриває 1/2 або більше горіха; дозрівають й перший рік.

## Середовище проживання
Поширення: Мексика (Коауїла); США (Нью-Мексико, Оклахома, Техас).
Цей вид росте на вапнякових пагорбах і схилах; росте на висотах 500–2500 м.

## Використання
Відомо, що цей вид забезпечує гарне середовище існування для дикої природи, наприклад, птахів.